# Krwioplucie
Krwioplucie (łac. haemoptoë, haemoptysis) –  objaw chorobowy polegający na odkrztuszaniu krwi z nabłonka płuc lub dróg oddechowych.
Wyróżnia się krwioplucie niemasywne (poniżej 100–600 ml odkrztuszonej krwi na dobę) i masywne (powyżej tych wartości).
Niektóre choroby, w których może występować krwioplucie (od najczęstszych do najrzadszych, źródło:):
- ostre zakażenie dróg oddechowych
- rozstrzenie oskrzeli
- rak płuca
- zapalenie oskrzeli
- zapalenie płuc
- astma oskrzelowa
- przewlekła obturacyjna choroba płuc